# 負のエネルギー
負のエネルギー（ふのエネルギー、negative energy）は、通常のエネルギーとは逆の負の符号を持つ仮説上のエネルギーである。
負のエネルギーは、物理学の次の理論において用いられる：
- 素粒子論
  - エキゾチック物質
  - 反粒子
  - 交差
  - タキオン
  - デーモンアルゴリズム
- 真空、空間および時空の理論
  - ディラックの海
  - 空間のディラック方程式
  - 反ド・ジッター空間
  - 小玉状態
  - ワームホール
  - ホーキング放射
  - エルゴ球
  - タイムトラベル
  - 逆因果律
  - 超光速
  - T対称性